# Tompa Károly
Tompa Károly (Kisbacon, 1923. július 1. – Sopron, 2002. október 8.) a mezőgazdasági (erdészet) tudomány doktora, egyetemi tanár.

## Életrajza
Kisbaconban született 1923-ban hétgyermekes családból. Apja 43 éven keresztül kisbaconi lelkész volt. A 4 elemit szülőfalujában végezte, majd a középiskola 8 osztályát Sepsiszentgyörgyön a Székely Mikó Kollégiumban végezte, itt érettségizett 1942-ben. Sopronban szerzett erdőmérnöki oklevelet 1947-ben. 1950-ig Zalacsányban, Zalaegerszegen, Szegeden, Tompán dolgozott mint előadó, erdőgondnok, osztályvezető. Ekkor hívta meg Magyar Pál az Erdőmérnöki Főiskolára, ahol 1 évig tanársegéd 10 évig adjunktus, 16 évig docens és 13 évig tanár volt az Erdőtelepítés és Fásítási Tanszéken, majd 1985-ben nyugdíjazását kérte.

## Munkássága
A nagyobbrészt általa szervezett új tanszék nevét adó témakörök mellett, az erdészeti növénynemesítéssel foglalkozott behatóbban, úttörőként.
25 éven keresztül oktatta önállóan ezt a tudományt és egyetemi jegyzeteken kívül 1981-ben Erdészeti növénynemesítés címen felsőoktatási szakkönyvet írt, Sziklai Ottó (akkor már vancouveri professzor) közreműködésével, melyre nemzetközileg is felfigyeltek.
Széleskörű érdeklődési köre korán feltűnt. Kidolgozta a legtöbb erdei fafaj magjának kezelési módszereit, vetőmagnormáit. Közreműködött a magtermelő állományok kezelésének, utódállományok létesítésének kutatásában, az intenzív csemetetermesztési módszerek kidolgozásában. Gazdaságos, jól gépesíthető erdősítési technológiákat dolgozott ki, főleg szélsőséges termőhelyekre. 
További kutatási témái: fűztermesztés (3 államilag elismert fűzfajta társnemesítője), erdősávkutatás, mérnökbiológia, rekultiváció, csemetekertek és demonstrációs ültetvények létesítése.
Nyomtatásban megjelent tanulmányainak száma 300. Az említetten kívül további könyvei: Erdőműveléstan, Erdészeti alapismeretek (3 kiadás), A fűz, A fa alakú fűzek. Tudományos munkásságát 655 munka jelzi.
Kitüntetései: Kiváló dolgozó és az Oktatásügy Kiváló dolgozója (több ízben), emlékérmek, Munka Érdemrend.
Számos hazai és külföldi tudományos és társadalmi szervezetben dolgozott.
Tompa Károly nemcsak az erdőtelepítések és fásítások fejlesztésében végzett nagy szorgalommal és céltudatosan sok, eredményes kutatást, fejlesztést, hanem négy évtizedes búvárkodásával a magyar erdészeti növénynemesítésnek is egyik vezéregyéniségévé vált.